# Leptotarsus (Xenotipula) munroi
Leptotarsus (Xenotipula) munroi is een tweevleugelige uit de familie langpootmuggen (Tipulidae). De soort komt voor in het Afrotropisch gebied.